# Athetis gulnare
Athetis gulnare là một loài bướm đêm trong họ Noctuidae.